# E-babbar

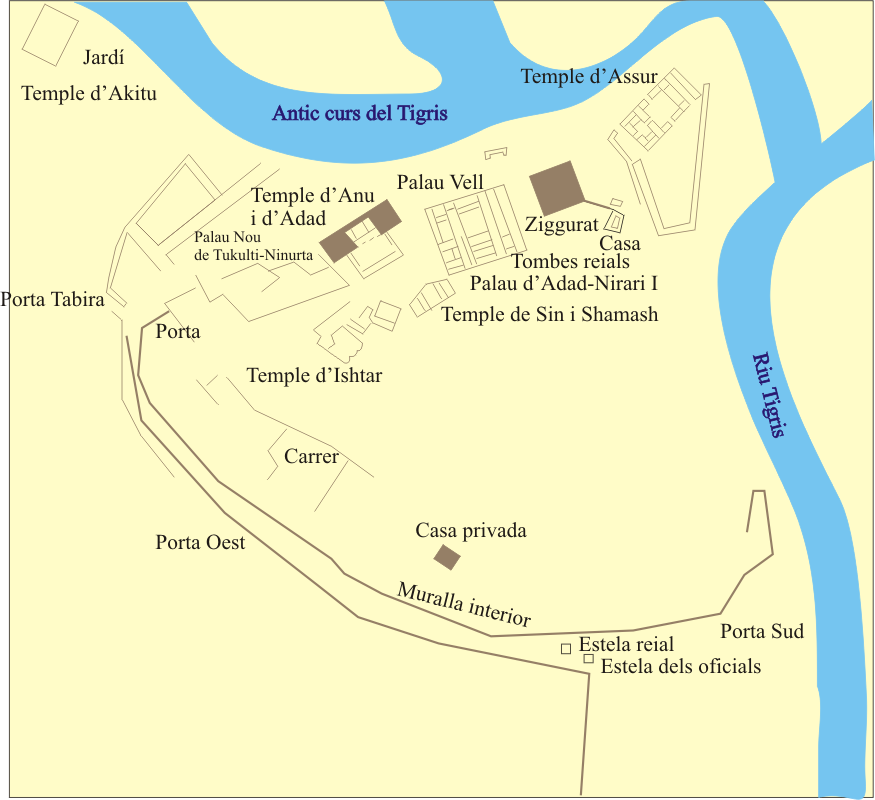
Plan miasta Aszur z zaznaczonym położeniem podwójnej świątyni bogów Sina i Szamasza

E-babbar, E-babbara (sum. é.babbar/bábbar(.ra), tłum. „Lśniący dom”) – ceremonialna nazwa mezopotamskich świątyń poświęconych bogu Szamaszowi.
Ze źródeł pisanych wiemy o istnieniu czterech świątyń noszących tę nazwę:
- E-babbar – świątynia boga Szamasza i bogini Aji w Sippar, przebudowywana przez Naram-Sina, Sabiuma, Samsu-ilunę, Kurigalzu (I lub II), Aszurbanipala, Szamasz-szuma-ukina, Nabuchodonozora II i Nabonida, otoczona opieką przez Apil-Sina, Hammurabiego, Samsu-ilunę, Abi-eszuha, Ammi-ditanę, Ammi-saduqę i Samsu-ditanę[1];
- E-babbar – świątynia boga Szamasza i bogini Aji w Larsie, wzmiankowana w inskrypcjach Eannatuma z Lagasz, przebudowana przez Ur-Nammu i Zabaję, powiększona przez Sin-iddinama, otoczona opieką przez Gungunuma, Abi-sare, Sumu-Ela, Nur-Adada i Sin-iqiszama, uszkodzona za czasów Kudur-Mabuka, odbudowana przez jego syna Warad-Sina, przebudowywana przez Hammurabiego, Kadaszman-Enlila (I lub II), Burna-Buriasza, Nabuchodonozora II i Nabonida[1];
- E-babbar – sanktuarium boga Szamasza w Girsu[2];
- E-babbar – świątynia boga Szamasza, stanowiąca najprawdopodobniej część podwójnej świątyni bogów Sina i Szamasza znajdującej się w Aszur[3];